# 北窓絢音
北窓 絢音（きたまど あやね、2004年7月6日 - ）は、日本の女子バレーボール選手である。

## 来歴
島根県松江市出身。姉の影響で小学1年生からバレーボールを始める。中学時代は島根県選抜として活躍した。
2020年、誠英高等学校に進学。2022年、U20日本代表に選出され、第21回アジアU20選手権 (en) に出場。チームは優勝を果たした。その後、全国高等学校総合体育大会（インターハイ）でベスト8に入り、優秀選手賞を受賞。高校最後の大会となった第75回全日本高等学校選手権大会（春高バレー）では、高さを活かしたスパイクや丁寧なレシーブなどで活躍し準優勝に貢献した。
2022-23シーズン、V.LEAGUE DIVISION1 WOMEN（V1女子）に所属する久光スプリングスの内定選手となった。酒井新悟監督は、スパイクを打つ力やディフェンス力を高く評価し、ミドルブロッカーだけでなくレフトやライトも出来ることにも注目し、どのポジションが良いか見極めたいと話した。
2023年、高校卒業後に、久光スプリングスに入団した。チームが4月に出場となったアジアクラブ選手権にて、4月27日の1次リーグ、スポーツセンター I（ベトナム）戦で出場し、久光でのデビューを果たした。以降も同大会で出場を重ね、切れ味鋭いスパイクや安定したサーブレシーブでチームに貢献した。同年7月、V・サマーリーグ女子西部大会に出場し、フレッシュスター賞を受賞した。この大会でも主力として出場し続ける方針となり、サーブで狙われリズムを崩すことがあったが、味方のフォローもあり、6試合を5勝1敗で終えた。最後の試合を終えた後、重圧から解放されたかのように涙を流す姿があった。その後、U21日本代表に召集され、8月にメキシコで開催された第22回世界U21選手権 (en) に出場した（チームは4位）。
入団1シーズン目となる2023-24シーズン、V1女子の試合に出場し、Vリーグデビューを果たした。
2025年、日本代表登録メンバーに初選出された。

## 球歴
- ジュニア日本代表
  - 世界U21選手権 - 2023年 (en) 
  - アジアU20選手権 - 2022年 (en)
- 日本代表（2025年）
  - ネーションズリーグ - 2025年

## 所属チーム
- 誠英高等学校（2020-2023年）
- 久光スプリングス/SAGA久光スプリングス（2023年-）

## 受賞歴
- 2022年 - 全国高等学校総合体育大会 優秀選手賞
- 2023年 - 第75回全日本高等学校選手権 優秀選手賞
- 2023年 - V・サマーリーグ女子西部大会 フレッシュスター賞